# Епархия Монтерии
Епархия Монтерии (лат. Dioecesis Monteriensis ) — епархия Римско-Католической церкви с центром в городе Монтерия, Колумбия. Епархия Монтерии входит в митрополию Картахены. Кафедральным собором епархии Монтерии является церковь святого Иеронима.

## История
20 ноября 1954 года Римский папа Пий XII издал буллу «Quoniam Christus», которой учредил епархию епархию Монтерии, выделив её из архиепархии Картахены и апостольского викариата Сан-Хорхе (сегодня — Епархия Монтелибано).

## Ординарии епархии
- епископ Rubén Isaza Restrepo (4.11.1956 — 2.11.1959) — назначен епископом Ибаге;
- епископ Хосе де Хесус Пимьенто Родригес (30.12.1959 — 29.02.1964) — назначен епископом Гарсона-Нейвы;
- епископ Miguel Antonio Medina y Medina (23.03.1964 — 20.05.1972);
- епископ Samuel Silverio Buitrago Trujillo C.M. (18.12.1972 — 11.10.1976) — назначен архиепископом Попаяна;
- епископ Carlos José Ruiseco Vieira (28.03.1977 — 23.09.1983) — назначен архиепископом Картахены;
- епископ Ramón Darío Molina Jaramillo O.F.M. (23.03.1984 — 19.01.2001) — назначен епископом Нейвы;
- епископ Julio César Vidal Ortiz (31.10.2001 — 16.07.2011) — назначен епископом Кукуты;
- епископ Ramón Alberto Rolón Güepsa (27.10.2012 — 6.06.2025) — назначен епископом Чикинкиры.

## Источник
- Annuario Pontificio, Libreria Editrice Vaticana, Città del Vaticano, 2003, ISBN 88-209-7422-3
- Bolla Quoniam Christus, AAS 47 (1955), стр. 136  (лат.)